# N-아세틸글루코사민

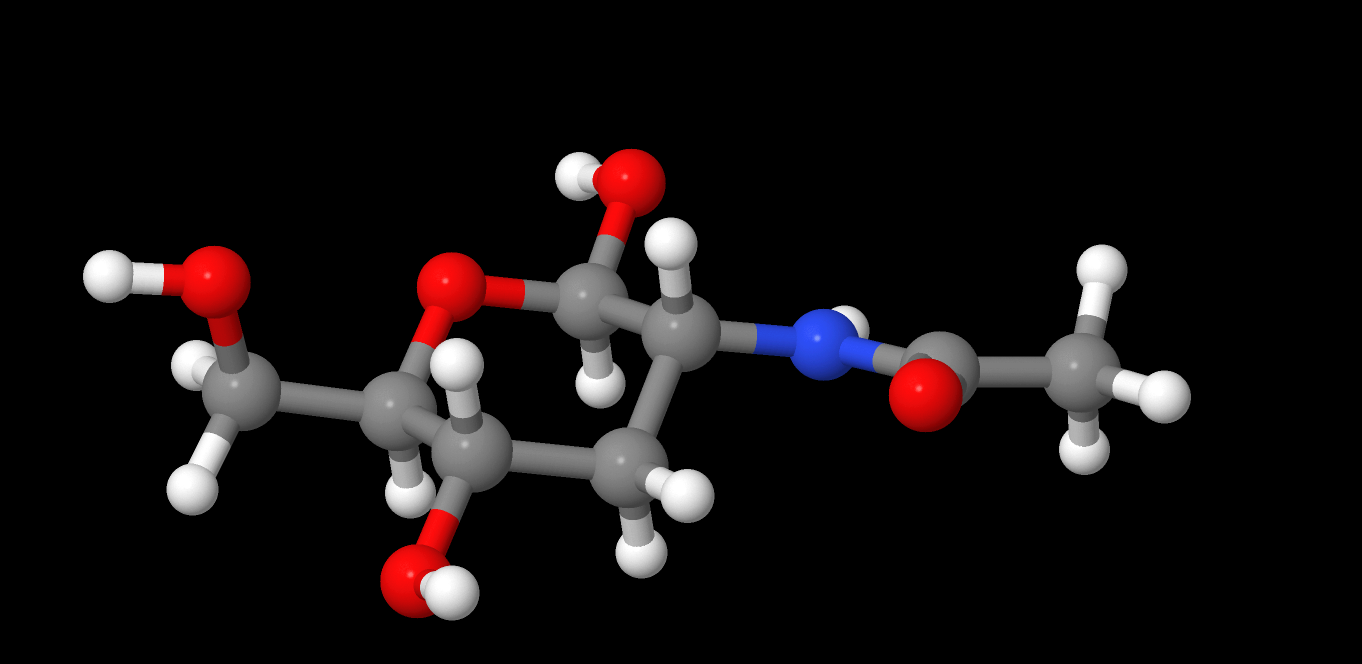
N-아세틸글루코사민 분자

N-아세틸글루코사민(영어: N-Acetylglucosamine, GlcNAc)은 단당류인 포도당의 아마이드 유도체이다. N-아세틸글루코사민은 글루코사민과 아세트산 사이의 2차 아마이드이다. N-아세틸글루코사민은 여러 생물학적 시스템에서 중요하다.
이것은 N-아세틸글루코사민과 N-아세틸뮤람산(MurNAc)의 교대 단위로 구성된 세균 세포벽의 생체고분자의 일부이며, N-아세틸뮤람산의 젖산 잔기에서 올리고펩타이드로 가교된다. 이러한 층상 구조를 펩티도글리칸(이전에는 뮤레인이라고 불렀음)이라고 한다.
N-아세틸글루코사민은 곤충 및 갑각류와 같은 절지동물의 외골격을 형성하는 중합체인 키틴의 단량체 단위이다. N-아세틸글루코사민은 연체동물의 치설, 두족류의 부리, 대부분의 균류에서 세포벽의 주성분이다.
N-아세틸글루코사민은 글루쿠론산과 중합하여 히알루론산을 형성한다.
N-아세틸글루코사민은 인간의 과립구에서 엘라스테이스의 저해제(범위 8–17% 저해)로 보고되었지만, 이것은 N-아세틸갈락토사민에서 관찰되는 저해(범위  92–100%)보다 훨씬 약하다.

## 의료용
N-아세틸글루코사민은 자가면역질환에 대한 치료제로 제안되었으며, 최근의 테스트에서 어느 정도 성과를 거두었다.

## O-N-아세틸글루코사민화
O-N-아세틸글루코사민화는 단백질의 세린이나 트레오닌에 단일 N-아세틸글루코사민을 첨가하는 과정이다. 인산화와 비교하여 N-아세틸글루코사민의 첨가 또는 제거는 효소나 전사인자를 활성화시키거나 비활성화시키는 수단이다. 사실, O-N-아세틸글루코사민화 및 인산화는 보통 동일한 세린/트레오닌 부위에 대해 경쟁한다. O-N-아세틸글루코사민화는 염색질 단백질에서 가장 자주 일어나며, 보통 스트레스에 대한 반응으로 보인다.
고혈당증은 O-N-아세틸글루코사민화를 증가시켜 인슐린 저항성을 유발한다. 고혈당으로 인해 증가된 O-N-아세틸글루코사민화는 분명히 O-N-아세틸글루코사민화의 기능 장애 형태이다. 나이가 들면서 뇌의 O-N-아세틸글루코사민화의 감소는 인지 감소와 관련이 있다. 나이가 든 쥐의 해마에서 O-N-아세틸글루코사민화가 증가하면 공간 학습 능력과 기억력이 향상되었다.

## 같이 보기
- 케라탄 황산
- N-아세틸갈락토사민 (GalNAc)
- N-아세틸락토사민 생성효소
- 밀배아응집소 – 이 기질에 결합하는 식물 렉틴